# Mount Ash
Mount Ash ist ein 2025 m Berg im südlichen ostantarktischen Viktorialand. Er ragt in den Darwin Mountains oberhalb der Nordflanke des Hatherton-Gletschers in einer Entfernung von 18 km westsüdwestlich des Junction Spur auf.
Der United States Geological Survey kartierte ihn anhand von Tellurometervermessungen und Luftaufnahmen der United States Navy zwischen 1959 und 1963. Das Advisory Committee on Antarctic Names benannte ihn nach dem Mechaniker Ralph E. Ash, welcher der US-amerikanischen Mannschaft für die McMurdo-Südpol-Traverse von 1960 bis 1961 angehörte.